# امان کوت فیض‌آباد
امان کوت فیض‌آباد (به انگلیسی: Amankot Faizabad) یک منطقهٔ مسکونی در پاکستان است که در خیبر پختونخوا واقع شده‌است.